# Primo Giannotti
Primo Giannotti (fl. XX secolo) è stato un allenatore di calcio uruguaiano, commissario tecnico dell'Uruguay nel 1928.

## Carriera
Giannotti assunse la guida della Nazionale uruguaiana nel maggio 1928, succedendo a Luis Grecco: gli fu affidato il compito di seguire la selezione durante i Giochi di Amsterdam 1928, affiancato dal massaggiatore e preparatore atletico Ernesto Fígoli. In tale torneo Giannotti esordì il 30 maggio allo Stadio Olimpico contro i Paesi Bassi; il risultato finale vide l'Uruguay vincere per 2-0. Per tutto il torneo Giannotti schierò la propria squadra secondo il 2-3-5 (come del resto fecero tutte le altre Nazionali); cambiò più volte gli uomini in campo a seconda dell'incontro da affrontare. A Melo gli è stata intitolata una piazza, la Plaza de Deportes Primo Giannotti.

## Palmarès

### Nazionale
- Oro olimpico: 1

Amsterdam 1928